# Polaris Office
POLARIS Office（ポラリスオフィス）は、韓国の株式会社ポラリスオフィス((주)폴라리스오피스)が開発する携帯端末向けオフィススイートソフトウェア。

## 概要
Android端末やiPhone・iPad等でMicrosoft Office用の各種ファイルを閲覧・編集できる互換性を売りとするオフィススイート。元々は「Polaris Document Master」という名称で開発・販売されていた。
日本ではサムスン電子製のスマートフォン・タブレット端末（SC-02C（GALAXY S II）、SC-01D（GALAXY Tab 10.1 LTE）等）、パナソニックのP-07Dなどの端末でプリインストールアプリとして採用されている。
デスクトップ版もあり、Windows・Macともソースネクストがパッケージ版を販売している。

## 対応フォーマット
※一部機能のみ
- 閲覧
  - Microsoft Office Word 97~2013 (.doc, .docx, .dot, .dotx)
  - Microsoft Office Excel 97~ 2013 (.xls, .xlsx, .xlt, .xltx, .csv)
  - Adobe PDF 1.2~1.7 (.pdf)
  - Text (.txt)
  - HWP 97~3.0, 2002~2010 (.hwp)
  - Password-protected Microsoft Office® files
- 作成
  - Microsoft Office Word 2010 (.docx)
  - Microsoft Office Excel 2010 (.xlsx)
  - Microsoft Office PowerPoint 2010 (.pptx)
  - Text (.txt)
- 編集
  - Microsoft Office Word 97~2013 (.doc, .docx)
  - Microsoft Office Excel 97~ 2013 (.xls, .xlsx)
  - Microsoft Office PowerPoint 97~ 2013 (.ppt, .pptx)
  - Text (.txt)
- 言語
  - 英語、日本語、韓国語、フランス語、ドイツ語、ヘブライ語、中国語(簡体)、中国語(繁体)、スペイン語

## 対応クラウド
- Google Drive
- Dropbox
- One Drive
- Box
- WebDAVに対応

## 対応OS
- iOS 13以上
- Android 10以上
- Windows 10以降
- MacOS 11以降

（2025年5月時点）